# Aerotegmina megaloptera
Aerotegmina megaloptera is een rechtvleugelig insect uit de familie sabelsprinkhanen (Tettigoniidae). De wetenschappelijke naam van deze soort is voor het eerst geldig gepubliceerd in 2013 door Claudia Hemp.
De soort komt voor in tropisch Oost-Afrika; de typelocatie is Kazimzumbwi Forest Reserve in de regio Pwani in Tanzania.